# 黃國書 (1964年)
黃國書（1964年1月3日—），是出生於台灣南投縣的政治人物，前民主進步黨新潮流系成員，曾任立法委員、臺中市議會議員、民進黨第7屆中央評議委員、臺灣醫界聯盟基金會執行祕書。2021年10月17日凌晨兩點黃國書在Facebook發文承認過去社運期間曾被情治單位鎖定約談，因對方承諾會同時保護其往來對象的安危而提供情資；為此將退出民進黨、退出黨團運作，而選民服務的工作仍將持續，在本屆任期屆滿後，將不再尋求連任，未來將投身文化公益為社會服務。

## 生平

### 早年
黃國書從小由祖父指導學習書法，至學生時期接受杜忠誥教授指導後系統性鑽研歷代名碑法帖。

### 從政
台中市議員時期
立法委員時期
2014年12月17日，黃國書獲民主進步黨徵召，在當選連任議員僅僅三週後，代表民進黨參加於2015年2月7日舉行的臺中市第六選舉區立法委員缺額補選，對上中國國民黨的蕭家淇角逐臺中市第六選舉區的立法委員席次，最後當選。在2016年舉行的立委選舉中，以得票率55.7%打敗國民黨的沈智慧，連任立委，為該選區首位連任成功的立委。2020年再度連任成功，得票數更創下該選區新高。

### 線民事件
2021年10月16日，黃國書遭媒體揭露其在台灣戒嚴時期曾是情治單位線民，稍後黃承認他在過去社運期間曾被情治單位鎖定約談，因對方承諾會同時保護其往來對象的安危而提供情資。对此他為當時行為與遭影響人士道歉，並宣佈將退出民主進步黨及其黨團、未來不再尋求連任立法委員。
至于當年被黃國書監控的新系中部大老，記者管仁健認為就是利錦祥。另外有報導認為應該是楊碧川。

## 選舉紀錄
| 年度 | 選舉屆數               | 選舉區           | 所屬政黨   | 得票數  | 得票率 | 當選標記 | 備註 |
| ---- | ---------------------- | ---------------- | ---------- | ------- | ------ | -------- | ---- |
| 1998 | 第十四屆臺中市議員選舉 | 臺中市第一選舉區 | 民主進步黨 | 5,280   | 10.90% |          |      |
| 2002 | 第十五屆臺中市議員選舉 | 臺中市第一選舉區 | 民主進步黨 | 4,514   | 11.71% |          |      |
| 2005 | 第十六屆臺中市議員選舉 | 臺中市第一選舉區 | 民主進步黨 | 8,847   | 14.76% |          |      |
| 2010 | 第一屆臺中市議員選舉   | 臺中市第十選舉區 | 民主進步黨 | 20,020  | 29.26% |          |      |
| 2014 | 第二屆臺中市議員選舉   | 臺中市第十選舉區 | 民主進步黨 | 14,729  | 21.03% |          |      |
| 2015 | 第八屆立法委員補選     | 臺中市第六選舉區 | 民主進步黨 | 45,143  | 57.83% |          |      |
| 2016 | 第九屆立法委員選舉     | 臺中市第六選舉區 | 民主進步黨 | 95,725  | 55.74% |          |      |
| 2020 | 第十屆立法委員選舉     | 臺中市第六選舉區 | 民主進步黨 | 113,128 | 55.91% |          |      |

## 爭議事件
- 國際導演李安拍攝電影《少年PI的奇幻漂流》留下造價新台幣2億元的造浪池，台中市新聞局預定再花10億元，於原地蓋電影文化園區。引發時任臺中市議員的黃國書批評市府太一廂情願，認為造浪池如蓄水池，對台中觀光效益沒幫助，並聲稱市府花5,000萬資助是浪費。[7]但該片在第85屆奧斯卡金像獎獲獎以後，黃國書却改口說市府花5,000萬資助建造造浪池是值得的。[8]
- 「宗教基本法草案」被質疑，許多法條都排除適用現行法令，讓宗教團體取得特殊地位、享有特殊待遇，違反社會平等原則，甚至超越「憲法」，批評聲浪紛至沓來，外界開始將矛頭轉向參與提案連署的立委，「難道沒有看清楚法案內容就連署？」議題在網路上發燒，提案立委也成為眾矢之的。不過奇怪的是，草案被批評後，許多連署的立委卻紛紛撇清關係。其中黃國書表示，「當時林岱樺來邀請連署，條文內容並沒有看得那麼清楚」。「後來看完條文發現有很多問題」，才認為茲事體大，影響層面非常廣，最後選擇撤簽。[9]

### 線民案
2021年10月16日晚間，媒體爆料身為民進黨新潮流系的黃國書被申請調閱促轉會資料的黨內大佬發現，其在學生時代擔任過國民黨政府情治系統的「線民」，因此在幾個月前就被新潮流「除名」，新潮流亦將不派他參選下屆立委。
對此，黃國書在17日凌晨2點於臉書發文承認，他在過去社運期間曾被情治單位鎖定約談，因對方承諾會同時保護其往來對象的安危而提供情資；為此他宣布將退出民進黨及其立院黨團，本屆立委任期屆滿後也不再尋求連任。同日曾在威權時期被專案監控9年的民進黨立委范雲表示震撼且痛心。而促轉會表示，不對個案回應，但盼外界關注的不僅是單一個案，而是威權統治時期整個監控體制問題。
2022年7月22日，因黃國書陪同民進黨台中市長參選人蔡其昌掃街，遭質疑是復出參選立委的起手式。黃國書而也對媒體表示，鄉親至今都還很支持我。對於先前稱自己將不再參選，增添變數。
2023年3月13日，黃國書在個人社交媒體表示，自己將遵守承諾，不再參選立委連任。

## 外部連結
- 臺中市議會黃國書議員介紹 （页面存档备份，存于）
- 立法委員黃國書介紹 （页面存档备份，存于）
- 黃國書 | Facebook （页面存档备份，存于）
- 民進黨臺中市黨部 （页面存档备份，存于）
- 黃國書 | 線上大國民
- 臺中立委補選 黃國書代表民黨出線 | Youtube （页面存档备份，存于）